# Peltanthera
Peltanthera es un género con tres especies de plantas de flores perteneciente a la familia Scrophulariaceae o tal vez Peltantheraceae; su taxonomía no está resuelta. 

## Especies seleccionadas
- Peltanthera costaricensis
- Peltanthera floribunda
- Peltanthera solanacea

- Datos: Q9057957
- Multimedia: Peltanthera / Q9057957